# Comité des domaines
Le Comité des domaines est l'un des comités permanents de la Convention nationale. Créé le 2 octobre 1792, il se compose de vingt-quatre membres.
Ce comité est chargé de:
- la rentrée de tous les biens de l'ancien domaine de la Couronne, aliénés par engagements, dons, concessions ou échanges. À ce titre, il contrôle les liquidations des finances, l'examen des échanges et des baux des objets domaniaux, surveille les opérations de la régie sur les domaines fonciers — dont la partie fiscale est du domaine du Comité des finances —, correspond avec le Comité de législation pour la rédaction du Code des eaux et forêts[1].
- la démarcation de ce qui appartient à la nation parmi les biens des communautés laïques et ecclésiastiques abolies[1].
- le règlement de l'administration forestière sur laquelle une loi a été portée[1].

Parmi ses membres, on peut citer: Jean-Baptiste Armonville, René Enjubault de la Roche ou Jean-Marie-Claude-Alexandre Goujon.